# US Open 2010 (Badminton)
Die US Open 2010 im Badminton fanden vom 19. bis 24. Juli 2010 im Orange County Badminton Club in Orange, Kalifornien statt.

## Sieger und Platzierte
| Disziplin    | Gold                          | Silber                     | Bronze                           |
| ------------ | ----------------------------- | -------------------------- | -------------------------------- |
| Herreneinzel | Rajiv Ouseph                  | Brice Leverdez             | Derek Wong Zi Liang              |
| Herreneinzel | Rajiv Ouseph                  | Brice Leverdez             | Yuichi Ikeda                     |
| Dameneinzel  | Zhu Lin                       | Judith Meulendijks         | Juliane Schenk                   |
| Dameneinzel  | Zhu Lin                       | Judith Meulendijks         | Shizuka Uchida                   |
| Herrendoppel | Fang Chieh-min Lee Sheng-mu   | Chen Hung-ling Lin Yu-lang | Howard Bach Tony Gunawan         |
| Herrendoppel | Fang Chieh-min Lee Sheng-mu   | Chen Hung-ling Lin Yu-lang | Kim Gi-jung Shin Baek-cheol      |
| Damendoppel  | Cheng Wen-hsing Chien Yu-chin | Rie Eto Yu Wakita          | Shinta Mulia Sari Yao Lei        |
| Damendoppel  | Cheng Wen-hsing Chien Yu-chin | Rie Eto Yu Wakita          | Sandra Marinello Birgit Overzier |
| Mixed        | Michael Fuchs Birgit Overzier | Lee Sheng-mu Chien Yu-chin | Robert Mateusiak Nadieżda Zięba  |
| Mixed        | Michael Fuchs Birgit Overzier | Lee Sheng-mu Chien Yu-chin | Chen Hung-ling Cheng Wen-hsing   |

## Finalergebnisse
| Disziplin    | Sieger                        | Finalist                   | Ergebnis              |
| ------------ | ----------------------------- | -------------------------- | --------------------- |
| Herreneinzel | Rajiv Ouseph                  | Brice Leverdez             | 21–17, 21–9           |
| Dameneinzel  | Zhu Lin                       | Judith Meulendijks         | 21–19, 11–6 (Aufgabe) |
| Herrendoppel | Fang Chieh-min Lee Sheng-mu   | Chen Hung-ling Lin Yu-lang | 21–19, 21–14          |
| Damendoppel  | Cheng Wen-hsing Chien Yu-chin | Rie Eto Yu Wakita          | 21–8, 22–20           |
| Mixed        | Michael Fuchs Birgit Overzier | Lee Sheng-mu Chien Yu-chin | 21–19, 21–14          |